# Морские ворота Санкт-Петербурга
«Морски́е воро́та Санкт-Петербу́рга» — отменённый проект архитектурно-скульптурной композиции в Невской губе Финского залива рядом с Кронштадтом. Доминантой должна была стать 65-метровая скульптура Андрея Первозванного.

## Расположение
В качестве места установки памятника рассматривались два варианта: форт «Павел Первый» и искусственный остров недалеко от Морского канала.

## Описание
Предполагаемая высота самой статуи — 65 метров, холма, на котором должен был стоять монумент, — 50—55 метров. Авторы архитектурно-скульптурной композиции: скульптор Альберт Чаркин, архитекторы Александр Сайков и Вадим Медников. Монумент должен был представлять собой фигуру апостола с воздетыми к небу руками на постаменте в форме пирамиды. Внутри сооружения предполагалось разместить музей ВМФ России.

## История строительства
- 26 июня 2009 года градостроительным советом Санкт-Петербурга концепция архитектурно-скульптурной композиции была одобрена[3].
- В 2015 году от идеи строительства композиции отказались, так как проект противоречил охранному законодательству: 70-метровая статуя Андрея Первозванного могла бы серьёзно исказить исторические панорамы Кронштадта[4].